# Casimir II de Łęczyca
Pour les articles homonymes, voir Casimir II.
Casimir II de Łęczyca (en polonais Kazimierz II Łęczycki), de la dynastie des Piasts, est né entre 1262 et 1265, et décédé le 10 juin 1294. Il est le fils de Casimir Ier de Cujavie et de sa troisième épouse Euphrosyne d’Opole.
Avec ses frères, il devient duc de Brześć Kujawski et Dobrzyń nad Wisłą en 1267. En 1288, il obtient le duché de Łęczyca. À partir de 1292, il est le vassal de Venceslas II.

## Biographie
Lorsque son père décède en 1267, il est encore un jeune enfant et se retrouve sous la protection de sa mère. Ce n’est que lorsque son demi-frère Lech II le Noir décède sans descendance en 1288 qu’il obtient le duché de Łęczyca, situé dans le centre de la Pologne.
En 1289, en compagnie de son frère Ladislas Ier le Bref, il s’allie à Boleslas II de Mazovie. Il fait partie de la coalition de Boleslas II qui, le 26 février 1289 à Siewierz, écrase les alliés d’Henri IV le Juste (Henri III de Głogów, Bolko Ier d'Opole et Przemko de Ścinawa). Lorsque Boleslas II renonce à tout prétention au trône de Cracovie, Casimir soutient son frère Ladislas Ier le Bref qui veut devenir le maître de Cracovie. Il l’appuie notamment dans sa guerre contre Venceslas II de Bohême. Cela se termine par une défaite et la capture des deux frères en 1292. Le 9 octobre 1292, Casimir II de Łęczyca est contraint de signer un traité de paix et de devenir le vassal du souverain de Bohême.
Casimir II et Ladislas le Bref ne se résignent pas à abandonner le trône de Cracovie à la Bohême. Le 6 janvier 1293, à Kalisz, ils rencontrent Przemysl II, sur une initiative de l’archevêque Jakub Świnka, et envisagent la possibilité d’entreprendre une action commune pour reconquérir la capitale de la Petite Pologne.
Début juin 1294, une attaque lituanienne met le territoire de Łęczyca à feu et à sang. Casimir est tué au combat le 10 juin 1294 en pourchassant les agresseurs. Casimir n’étant pas marié et n’ayant pas d’enfant, c’est son frère Ladislas Ier le Bref qui hérite du duché de Łęczyca.